# 银行卡安全码
银行卡安全码（縮寫：CSC）是除银行卡号外印在信用卡或借记卡上的数字。银行卡安全码是为了减少信用卡诈骗而设立的。

## 名称
不同的发卡组织的信用卡安全码的名称和印刷位置不同：

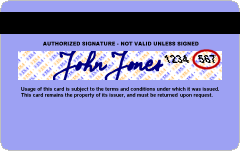
威士卡、万事达卡、发现卡、银联卡和JCB卡的银行卡安全码

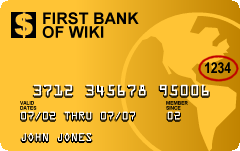
在运通卡正面的安全码

- “CSC”（Card Security Code，银行卡安全代码）：美国运通卡（American Express），为3位数字，印于借记卡背面。[1]
- “CID”（Card ID，银行卡识别码）：发现卡（Discover）、美国运通卡（American Express），为4位数字，印于银行卡正面。美国运通卡通常使用银行卡正面的4位数字，称为银行卡识别码（CID），但在银行卡背面也有一个3位数的代码，称为银行卡安全码（CSC）。
- “CVC”(Card Validation Code，银行卡验证码)：万事达卡（Mastercard），为3位数字，平印于银行卡背面。
- “CVV”(Card Verification Value，银行卡验证值)：Visa卡（Visa），为3位数字，平印于银行卡背面。
- “CAV”(Card Authentication Value，银行卡验证值)：JCB卡（JCB），为3位数字，平印于银行卡背面。
- “CVD”(Card Verification Data，银行卡验证数据)：发现卡（Discover），为3位数字，平印于银行卡背面。
- “CVN”(Card Validation Number，银行卡验证数字)：中国银联卡（China UnionPay）和Google Ads[2]，为3位数字，平印于银行卡背面。

## 印刷位置
银行卡安全码通常是打印在卡背面签名条上的最后三位或四位数字，而不是像银行卡号那样压印。然而，在美国运通卡上，银行卡的安全代码是印在正面右侧的四位数字（不是压印）。银行卡安全代码不是编码在磁条上，而是平印在银行卡上面的。